# 布拉斯峰
46°34′37.7″N 8°43′40.7″E / 46.577139°N 8.727972°E

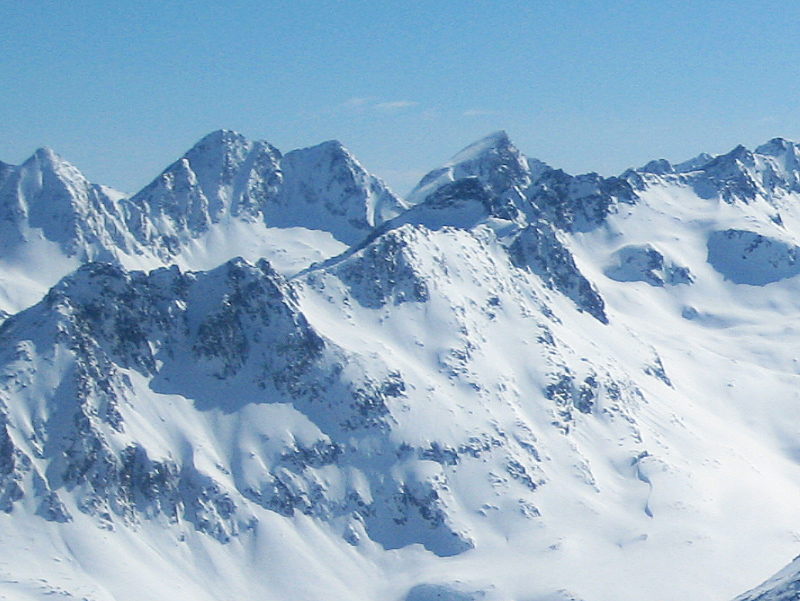

布拉斯峰（Piz Blas），是瑞士的山峰，位於該國東南部，由提契諾州和格勞賓登州負責管轄，屬於勒蓬廷阿爾卑斯山脈的一部分，海拔高度3,019米，每年平均降雨量2,385毫米。

## 外部連結
- Piz Blas on Summitpost （页面存档备份，存于）
- Piz Blas on Hikr （页面存档备份，存于）